# Cassida variabilis
Cassida variabilis là một loài bọ cánh cứng trong họ Chrysomelidae. Loài này được Chen & Zia miêu tả khoa học năm 1961.